# Paul Öhlin
Paul Gustaf Öhlin, född den 27 juni 1887 i Böne församling, Älvsborgs län, död den 16 oktober 1957 i Skara, var en svensk skolman. Han var bror till Bertil Öhlin.
Öhlin avlade studentexamen i Malmö 1909, filosofie kandidatexamen vid Lunds universitet 1913, filosofisk ämbetsexamen där 1914 och filosofie licentiatexamen 1917. Han promoverades till filosofie doktor 1918. Öhlin var vikarierande adjunkt vid Lunds högre allmänna läroverk 1916–1917, timlärare vid Lunds fullständiga läroverk för flickor 1916–1918, extra ordinarie lektor i Eksjö 1919, genomförde provår 1920–1921 och var lärare vid Lunds privata elementarskola 1921–1926. Han blev lektor i historia och modersmålet vid Skara högre allmänna läroverk 1925. Öhlin var självskriven ledamot av Skara domkapitel 1925–1936, därefter utnämnd till uppdraget av Kunglig Majestät, ledamot av Skara kyrkofullmäktige 1932–1946, av drätselkammaren i Skara 1936–1943, av stadsfullmäktige 1938–1946 och av styrelsen för Skara stifts- och landsbibliotek från 1943 samt inspektor för Skara föreläsningsförening från 1935. Han publicerade Studier över de passiva konstruktionerna i fornsvenskan (gradualavhandling 1918), Kringlarpssläkten (1937) samt artiklar och recensioner. Öhlin blev riddare av Nordstjärneorden 1941.